# Avril 1992

## Événements
- 5 avril, (Formule 1) : Grand Prix automobile du Brésil.
- 6 avril : début de la guerre de Bosnie-Herzégovine.
- 9 avril : quatrième victoire électorale du parti conservateur au Royaume-Uni.
- 12 avril : ouverture du complexe Euro Disney Resort à Marne-la-Vallée.
- 12 avril - 26 avril : élection présidentielle au Mali.
- 20 avril : concert en hommage à Freddie Mercury.
- 25 avril : Parade militaire organisée à Pyongyang, en Corée du Nord.
- 27 avril : la Serbie et le Monténégro s'unissent pour former la République fédérale de Yougoslavie.
- 29 avril : 
  - émeutes à Los Angeles.
  - Coup d'état au Sierra Leone.

## Naissances
- 3 avril : Young M.A, rappeuse américaine d'origine portoricaine et jamaïcaine.
- 4 avril :
  - Pape Badji, basketteur sénégalais.
  - Alexa Nikolas, actrice américaine.
- 7 avril : Alexis Jordan, chanteuse et actrice américaine
- 8 avril
  - Marcos Delía, joueur argentin de basket-ball.
  - Jimmy Djimrabaye, basketteur centrafricain.
  - Taylor Lapilus, pratiquant français de MMA.
  - James Hilton McManus, joueur sud-africain de badminton.
  - Sergueï Oustiougov, fondeur russe.
- 10 avril : 
  - Daisy Ridley, actrice britannique
  - Sadio Mané, footballeur sénégalais.
- 11 avril : Fujimoto Yukimi, idole japonaise, membre de PASSPO☆.
- 12 avril : The Vivienne, drag queen galloise († 5 janvier 2025).
- 16 avril : Sébastien de Luxembourg , Fils cadet du Grand-Duc Henri et de la Grande-Duchesse Maria Teresa et le membre de la famille grand-ducale.
- 20 avril : 
  - Gwak Dong-han, judoka sud-coréen.
  - Veronika Korsounova, skieuse acrobatique russe.
  - Madias Nzesso, haltérophile camerounaise.
  - Joe Salisbury, joueur de tennis britannique.
  - Corben Sharrah, coureur cycliste américain.
- 21 avril : Isco, footballeur espagnol.
- 22 avril: Fabiana Rosales, journaliste vénézuélienne et militante des droits de l'homme.
- 24 avril : Pavel Krotov, skieur acrobatique russe († 25 mars 2023).
- 28 avril : Tony Yoka, boxeur français.
- 30 avril : Marc-André ter Stegen, footballeur allemand

## Décès
- 3 avril : Roger Kindt, coureur cycliste belge (° 18 septembre 1945).
- 6 avril : Isaac Asimov, écrivain américain (° 2 janvier 1920).
- 13 avril : Georgette Dupouy, artiste peintre française (° 8 novembre 1901).
- 19 avril : Frankie Howerd, acteur anglais (° 6 mars 1917).
- 20 avril : Benny Hill, humoriste anglais (° 21 janvier 1924).
- 23 avril : Satyajit Ray, réalisateur indien (° 2 mai 1921).
- 27 avril : Olivier Messiaen, compositeur, organiste, pianiste, ornithologue et pédagogue français (° 10 décembre 1908).
- 28 avril : 
  - Francis Bacon, peintre britannique (° 28 octobre 1909).
  - Hassan Reda El-Senussi, prétendant au trône libyen (° août 1928).